# Stade Angelo-Massimino
 (avril 2025).
Si vous disposez d'ouvrages ou d'articles de référence ou si vous connaissez des sites web de qualité traitant du thème abordé ici, merci de compléter l'article en donnant les références utiles à sa vérifiabilité et en les liant à la section « Notes et références ».
Le Stadio Angelo Massimino de Catane, également Stadio Cibali du nom du quartier où il est situé, est un stade omnisports qui héberge les matches du Calcio Catane.

## Histoire

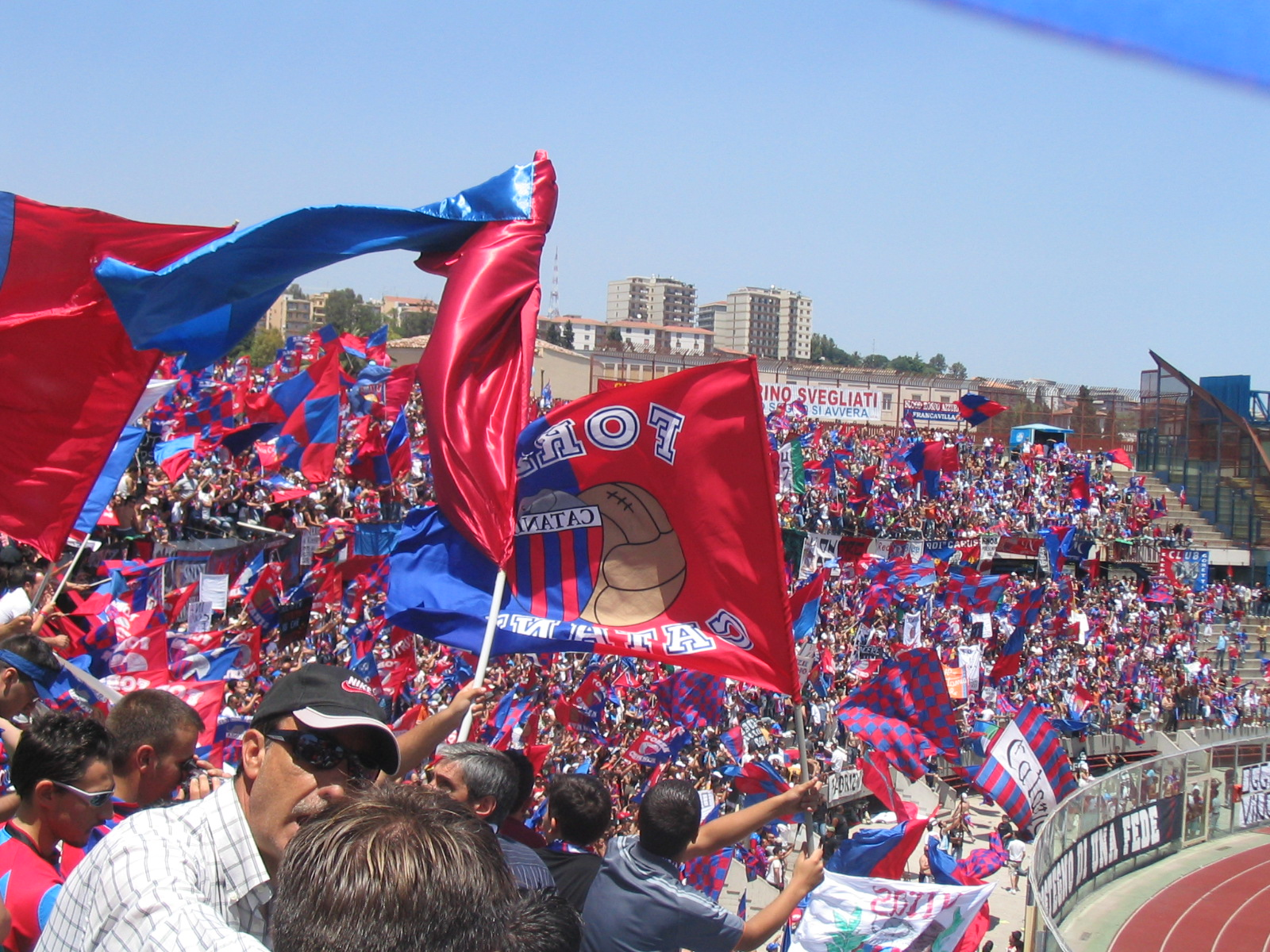
Supporters de la Curva Nord au Stadio Angelo Massimino de Catane

Construit entre 1935 et 1937, le Stadio Cibali a été inauguré le 27 novembre 1937 avec le match de Serie C entre l'ACF Catane et Foggia, remporté par le Catane 1-0.
Depuis 2002, il porte le nom d'Angelo Massimino, un ancien président du club entre 1969 et 1996.